# Afrocarpus falcatus
Afrocarpus falcatus (Thunb.) C.N.Page è una conifera della famiglia delle Podocarpacee.

## Distribuzione e habitat
Questa specie è diffusa nell'Africa sud-orientale e meridionale, dal Malawi e dal Mozambico sino alle provincie sudafricane del KwaZulu-Natal, del Capo Orientale e occidentale.
È una delle essenze tipiche della laurisilva delle zone afromontane.